# Lotus (chanson)
Pour les articles homonymes, voir Lotus.
Singles de R.E.M.
Daysleeper
(1998) At My Most Beautiful
(1999)
Pistes de Up
Airportman Suspicion
Lotus est une chanson du groupe de rock alternatif R.E.M. sortie en tant que deuxième single de leur onzième album studio Up.

## Historique et thème
La phrase récurrente dans la chanson « J'ai mangé le lotus » (« I ate the lotus ») apparaît sous une autre forme dans une chanson précédente de R.E.M. Be Mine de l'album New Adventures in Hi-Fi : « Je vais manger le lotus » (« I'll eat the lotus »).
La phrase « dot dot dot et je me sens bien » (« dot dot dot and I feel fine ») est une référence à une chanson précédente de R.E.M. de 1987 It's the End of the World as We Know It (And I Feel Fine) de l'album Document.
La chanson est minimaliste avec Michael Stipe qui chante des paroles surréalistes de façon robotique. La chanson est basée sur un morceau au clavier de quatre notes, avec un riff de guitare déformé au début et après le deuxième refrain.

## Clip vidéo
Le clip vidéo, réalisé par Stéphane Sednaoui, a été inclus comme vidéo bonus sur le DVD de In Time. « Je voulais travailler avec Stéphane depuis longtemps », explique Michael Stipe à MTV UK pendant An Hour with R.E.M. en 2001 après avoir sélectionné la vidéo pour diffusion. « Depuis que j'ai vu le clip qu'il a fait pour Björk pour, ce qui s'appelle Big Time Sexuality, non ? Où, elle ressemble exactement à Shirley MacLaine, 1959-1961. The Apartment, je crois, était le nom du film. Shirley McLaine et Björk en tant que Shirley MacLaine, à l'arrière d'un pick-up descendant la  5e avenue à New York, probablement. Mais je pense que ce gars transpire le sexe [...] et je voulais travailler avec lui pour cette raison. Il a en quelque sorte métamorphosé cette chose à travers moi. J'ai l'air très, très sexy dans cette vidéo, c'est pourquoi je l'ai choisie. Elle montre mes incroyables absominaux,. »
Pour les performances live de la chanson, Peter Buck alterne entre la guitare électrique (refrain) et le clavier (couplet). « [Jouer du clavier] m'excite toujours », explique Peter Buck pendant une prise de son durant l'émission de MTV Uplink, un enregistrement du concert du groupe au Bowery Ballroom en octobre 1998, « même si c'est seulement avec un doigt. » « Mais c'est un gros doigt, » a plaisanté Mills. « C'est super ».
- Notes

1. ↑  En réalité la chanson de Björk s'appelle Big Time Sensuality présente sur l'album Debut
2. ↑  The Apartment dont le titre français est La Garçonnière.

## Liste des pistes
Toutes les chansons écrites par Peter Buck, Mike Mills et Michael Stipe.
CD 
1. Lotus - 4:31
2. Surfing the Ganges - 2:25
3. Lotus (Weird mix) - 4:33

7 et cassette 
1. Lotus - 4: 31
2. Surfing the Ganges - 2:25

Japan 3 "CD 
1. Lotus - 4:31
2. Suspicion (live en studio)[5] - 5:39

## Charts
| Chart (1998)                          | Meilleure position |
| ------------------------------------- | ------------------ |
| Charts canadiens                      | 27                 |
| Charts néo-zélandais                  | 50                 |
| Charts suédois                        | 60                 |
| UK Singles Chart                      | 26                 |
| U.S. Billboard Modern Rock Tracks     | 31                 |
| U.S. Billboard Mainstream Rock Tracks | 31                 |

## Source
- (en) Cet article est partiellement ou en totalité issu de l’article de Wikipédia en anglais intitulé « Lotus (song) » (voir la liste des auteurs).